# Orhan Gencebay
Orhan Gencebay, est un auteur, compositeur, interprète, arrangeur, poète, musicien, virtuose du Baglama, producteur et acteur turc. 

## Biographie

### Jeunesse
Orhan Gencebay est né le 4 août 1944 dans la ville portuaire de Samsun en Turquie, dans une famille moderne et urbaine d’origine tatare de Crimée. Il prend très tôt des cours de musique classique occidentale auprès d’un musicien lui-même formé dans les conservatoires russes, son premier tuteur Emin Tarakçı. Ce dernier lui a aussi appris à jouer du violon et de la mandoline. Orhan Gencebay joue également du tambûr, un instrument traditionnel turc : il compose et transpose des musiques turques afin de les jouer avec cet instrument. Très vite, Gencebay apprend à jouer du bağlama, et se familiarise avec les principes de la musique traditionnelle et folklorique turque, notamment auprès de Naci Hoşgör ou "Efe aci" qui reste une source d’inspiration première pour lui. 
Son attrait pour la chanson se manifeste alors qu’il est très jeune et la richesse de son éducation musicale lui permet de maîtriser à la fois les mélodies turques et occidentales. A Samsun, il fait partie de diverses associations musicales locales. Dès l’âge de huit ans, Orhan Gencebay écoute et tente de chanter comme la barde aveugle Aşık Veysel. Dans sa ville natale de Samsun, le jeune chanteur trouve l’une de ses plus grandes inspirations auprès du musicien Bayram Aracı. Gencebay compose sa première chanson originale à l’âge de dix ans. Elle est d’inspiration turque traditionnelle. A quatorze ans, il compose sa première chanson professionnelle dont le nom est Ruhumda Titreyen Sonsuz Bir Alevsin, sous la forme d’une musique de cour ottomane. 

### Départ pour Istanbul
Originaire de la ville de Samsun sur la mer Noire, il quitte sa région natale au début des années 1960 pour Istanbul, dans le but d’acquérir davantage de notoriété. Il intègre le Conservatoire de la ville d’Istanbul. Il y rencontre des artistes d’autres domaines musicaux à l’image de Cengiz Teoman ou du groupe Kurtalan Ekspress, pionniers du rock anatolien,  un genre qu’il a étudié dès l’âge de seize ans. Il s’essaie au saxophone ténor à Istanbul à travers ses performances au sein de groupes de rock et de jazz. Il n’en reste pas moins qu’Orhan Gencebay entame sa carrière sur le registre des chansons populaires et traditionnelles turques. En 1964, il a passé l’examen spécial de la radio d'État à Ankara, ce dernier est cependant déclaré nul en raison de certaines infractions au règlement. Gencebay retourne donc à Istanbul et effectue son service militaire de deux ans. Au sein même de l’armée, il joue du saxophone dans un groupe nommé Heybeliada. Ensuite, il réussit l’examen de la radio d'Istanbul, qu’il quitte après quelques mois, et participe à une compétition privée de joueurs de bağlama face à des poids lourds de la musique turque tels qu’Arif Sağ ou Çinuçen Tanrıkorur, et la remporte. 

### Consécration musicale et notoriété
Il produit des bandes originales de films également, parmi lesquels Kızılırmak, Karakoyun réalisé par Ömer Lütfi Akad et Kuyu réalisé par Metin Erksan. Cependant, il s’attaque à un nouveau genre dès 1966 avec la chanson Deryada Bir Salim Yok. C’est celui de l’arabesk, dont les paroles reflètent les angoisses des migrants anatoliens déracinés de leur ancrage rural. Gencebay lance un EP en 1970 qui rencontre un grand succès. Une chanson en particulier, Bir Teselli Ver lui vaut une grande reconnaissance. La particularité de cette chanson réside dans le fait qu’elle relève de la musique folklorique turque traditionnelle tout en étant un titre urbain et moderne, aux influences occidentales. C’est un morceau dit polyphonique, ce qui entre en rupture avec la musique ottomane classique dite « alla Turca ». Ses albums et EPs se vendent à plus de 70 millions d’exemplaires, téléchargements illégaux non compris.

## Père de l'arabesk
Même si Gencebay est considéré comme le père de l’arabesk, le terme était déjà diffusé au sein du monde de la musique puisque dans les années 1960 il est utilisé pour décrire les œuvres du compositeur Suat Sayin, en référence notamment aux mélodies qu’il emprunte à l’Egypte et à son usage de la polyphonie, notamment grâce aux instruments à corde occidentaux . Orhan Gencebay refuse d’abord de qualifier le genre dont il est le père comme relevant de « l’arabesk », puisque selon lui sa musique ne peut pas s’expliquer uniquement par les seuls phénomènes réducteurs d’exode et d’exil qui qualifient ce type de musiques. Il s’agit d’un style inédit adopté par les populations émigrées des campagnes d’Anatolie dans les années 1970, vers des zones fortement urbanisées. Le genre dont Orhan Gencebay est considéré comme l’un des pères fondateurs prend son nom d’arabesk en occident, il s’agit d’un terme d’origine française pour désigner quelque chose relevant du style arabe, et non d’une auto appellation. 
D’abord utilisé en occident donc, plus particulièrement dans le domaine de l’architecture, le terme vient ensuite désigner un genre musical en Turquie. L’apogée du genre, réhabilité dans les médias, semble atteinte dans les années 1990. L’arabesk s’avère être une forme de variété turque métissée, associant mélodies arabisantes et arrangements aux tonalités plus occidentales. Influencé par l’exportation des films égyptiens dès les années 1930, le genre devient apprécié des classes populaires. Ces productions égyptiennes à succès en Turquie portent sur des intrigues à l’eau de rose, dont les protagonistes sont interprétés par de célèbres chanteurs et musiciens contemporains à l’image d’Oum Kalthoum par exemple, suscitant un vif intérêt en Turquie et au Proche-Orient. Les dirigeants turcs déplorent l’utilisation de la langue arabe dans ces films, souhaitant unifier une Turquie non-arabophone et arabisée. Le port du fez, du turban ou de longs voiles par les personnages ainsi que l’apparition à l’écran de l’alphabet arabe n’est pas au diapason avec la politique du gouvernement du lance en 1925 la réforme du code vestimentaire et qui adopte en 1928 l’alphabet latin. Dès lors, le ministère de l’Intérieur turc impose que les chansons issues de ces films soient doublées en turc, voire remplacées par des chansons turques, ce que des artistes s’attachent à faire entre les années 1940 et 1950. 
L’arabesk est donc un genre particulier, d’abord interdit sur les chaînes de la TRT, le réseau des chaînes de radio et télévision publiques turques, en raison de sa contradiction avec la volonté d’occidentalisation de la République kemaliste. 
Faisant échos au passé ottoman du pays et s’ancrant dans la musique arabe (d’où son nom), avec des inspirations religieuses ou soufies, le genre musical rompt avec un classicisme à l’européenne. Orhan Gencebay préfère donc définir son style de « musique libre » et « innovante » , trouvant que le définir comme appartenant à l’arabesk serait trop réducteur, et que sa musique prend ses racines dans une tradition turque ancienne. Ainsi, lorsqu’en 1971 il enregistre son premier tube Bir Teselli Ver (« Juste une consolation »), il fait aussi bien appel à des violonistes de l’orchestre symphonique national, à un batteur de jazz, qu’à des musiciens traditionnels. Le genre s’impose donc plus massivement dans les années 1960 et 1970, devenant populaire auprès des ouvriers, dans les banlieues, et jusqu’aux bidonvilles. C’est dès 1966 que Orhan Gencebay écrit sa première chanson sur ce mode particulier. Il considère que la gamme des sons produits par les instruments occidentaux, et par les instruments électroniques en particulier, est intéressante à exploiter. Les artistes de l’arabesk l’imitent par la suite. L’utilisation de l’electrosaz se diffuse chez les artistes du genre par exemple, permettant ainsi une synthèse entre influences occidentales et orientales vivement critiquée par les élites culturelles et intellectuelles de Turquie.

## Cinéma
Orhan Gencebay devient également producteur de musique à partir de 1973, date à laquelle il acquiert sa propre société de production. Il compose plus de 1000 chansons, dont 300 environ qu’il interprète ensuite.  Parmi les titres les plus connus, on retrouve Batsın Bu Dünya, Hatasız Kul Olmaz, Şimdi Aşk Zamanıdır, Dil Yarası ou encore Ya Evde Yoksan. Polyvalent, il obtient de grands rôles au cinéma dans plus de 30 films, il réalise les partitions de plus de 80 productions.

## Engagement politique
Orhan Gencebay fait partie d’un comité composé de 63 « sages » issus de la société civile à l’initiative du gouvernement turc afin d’engager un processus de paix et de résoudre la question kurde, générant depuis 30 ans des tensions au sud-est de la Turquie. Aux côtés de l’artiste, se trouvent des journalistes comme Etyen Mahçupyan, des universitaires comme Murat Belge ou encore des entrepreneurs comme Arzuhan Doğan Yalçındağ. Ce comité s’est réuni pour la première fois le 4 avril 2013 sous la présidence du premier ministre. Néanmoins, le résultat est peu concluant et le contexte reste défavorable, notamment sur le retrait des combattants du PKK hors de Turquie.

## Discographie

### Albums studio
- 1969: Musalla Taşı
- 1970: Kaderimin Oyunu
- 1972: Bir Teselli Ver
- 1973: Batsın Bu Dünya
- 1974: Hatasız Kul Olmaz
- 1976: Sarhoşun Biri
- 1978: Benim Dertlerim
- 1979: Yarabbim
- 1980: Aşkı Ben Yaratmadım
- 1980: Ben Topraktan Bir Canım
- 1981: Leyla ile Mecnun
- 1982: Bir Damla Mutluluk
- 1983: Kördüğüm
- 1984: Dil Yarası
- 1985: Beni Biraz Anlasaydın
- 1986: Cennet Gözlüm
- 1987: Akma Gözlerimden
- 1988: Emrin Olur
- 1989: Ya Evde Yoksan
- 1990: Utan - Dokunma
- 1991: Hasret Rüzgarı
- 1992: Sen de Haklısın
- 1993: Hayat Devam Ediyor avec Sibel Can
- 1994: Yalnız Değilsin
- 1995: Gönül Dostu
- 1996: Kiralık Dünya
- 1998: Cevap Ver
- 2004: Yürekten Olsun
- 2006: Yargısız İnfaz
- 2010: Berhudar Ol
- 2012: Orhan Gencebay ile Bir Ömür
- 2013: Bedensiz Aşk